# ファイアストリーク (ミサイル)
デ・ハビランド ファイアストリーク（de Havilland Firestreak）は、イギリスの第一世代、パッシブ赤外線ホーミング空対空ミサイル。デ・ハビランド（後のホーカー・シドレー）によって1950年代に開発され、イギリス空軍、イギリス海軍艦隊航空隊で実戦配備された空対空ミサイルとしては最初のものであった。イングリッシュ・エレクトリック ライトニング、デ・ハビランド シービクセン、グロスター ジャベリンに搭載された。
敵機後方左右20度からロックオンが可能なファイア・アンド・フォーゲット式の短距離空対空ミサイルであった。後発展型であるレッドトップミサイルによって置き換えられたが、ライトニングが装備した場合空力性能が向上したため、一部はライトニングが退役する1988年まで現役であった。

## 開発

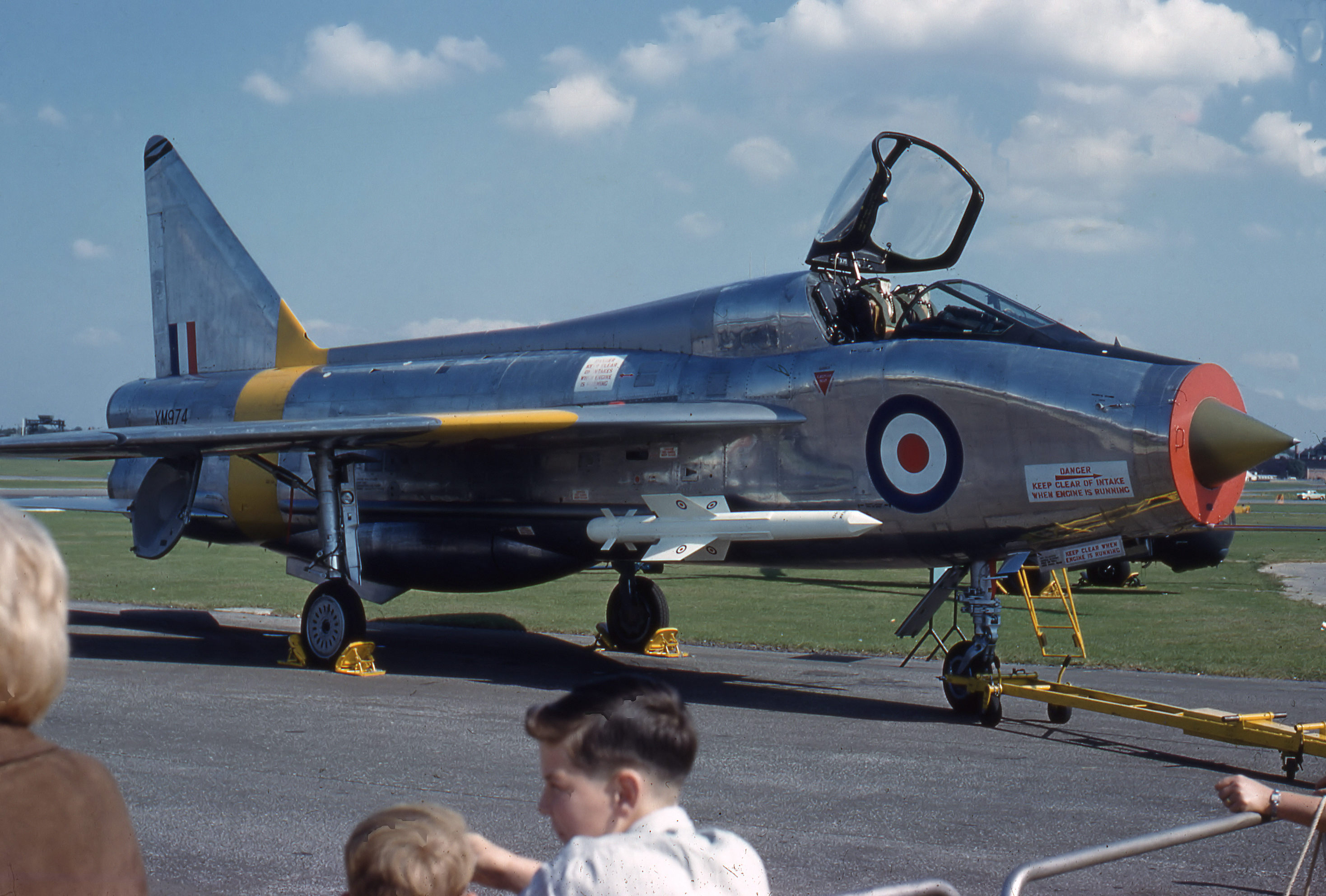
ファイアストリークを装備したライトニング

ファイアストリークは運用要求 OR.1056 で指示されたレッドホーク ミサイルから始まる一連のプロジェクトの結果として開発された。当初の計画はあまりに野心的で最先端であったため、1951年に要求を低くしたOR.1117が出され、軍需省のレインボーコードに従って、Blue Jayの名称が与えられた。
ブルー・ジェイは従来型の外観のミサイルで、デルタ型の翼が中央よりやや後ろに取り付けられ、尾部には小さな矩形の操縦翼が取り付けられた。内部はもっと複雑であった。後部の操縦翼は、先端に設置されたアクチュエータから、長いロッドを介して操作されるようになっていた。アクチュエータの動力は後部のエアコンプレッサーであった。鉛 - テルル（PbTe）赤外線シーカーは、八角錐形の三硫化ヒ素の「ペンシル型」ノーズコーンの下に置かれ、SN比を向上させるために無水アンモニアで-180°C に冷却された。一般的ではないカットされたノーズコーンが使われたのは、従来型の半球状ノーズは、氷が付着しやすいと分かったためである。光学的近接信管のために、胴体前方に2列の台形状の窓が胴体を取り巻くように開けられた。弾頭はミサイルの後部、マグパイ・ロケットの排出口を取り巻くように置かれた。

## 配備

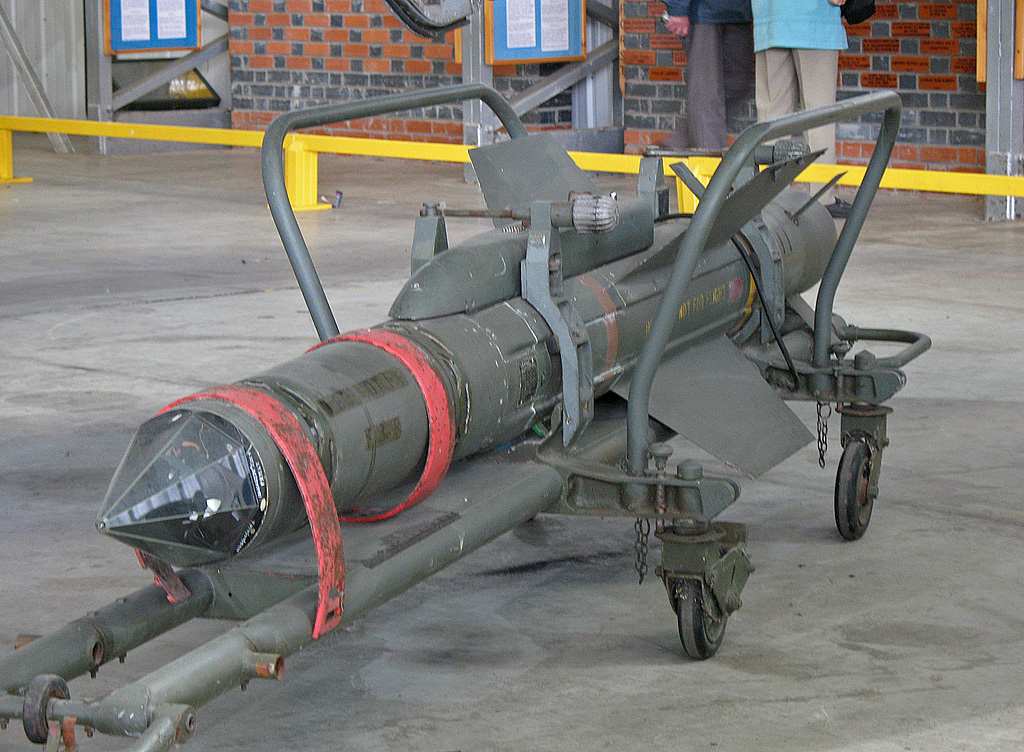
トロリーに載せられたファイアストリーク。近接信管用の窓は、保護のための赤いゴムバンドで巻かれている

1955年、ブルー・ジェイの最初の空中発射がデ・ハビランド ベノムから行われ、標的機とされたフェアリー ファイアフライの破壊に成功した。ブルー・ジェイ Mk.1は1957年に空軍に実戦配備され、ファイアストリークと名付けられた。1958年8月には海軍でも採用されたが、イギリスの最初の有効な空対空ミサイルとなった。
発射時には、敵機をロックするまでミサイルのシーカーは母機のレーダー（ライトニングの場合はフェランティAIRPASS、シー・ビクセンの場合はGEC AI.18）のスレーブモードとなる。発射後には、母機は他の敵機を自由に探すことができた。問題点は、（おそらくはマグパイロケットのため）ミサイルの毒性が強く、地上作業員はミサイルを積載する際に、防護服を着る必要があった。また、「現在（1990年代）のミサイルとは異なり、・・・ファイアストリークは雲の外でなければ使用できなかった。そして、イギリスでは冬に晴れている日は殆ど無かった」。また、雲の中では誘導ができないという欠点もあった。

## 改良
サンダース・ロー SR.177やアブロ 720のような複合動力要撃機用として、軍用仕様 F.124T としてファイアストリークの改良型が2案検討されたが、何れも実現していない。Mk. 2 では新しいロケットエンジンへの換装が計画され、Mk. 3 では全幅を延長し速度を抑えた。ファイアストリークの改良は、ブルー・ジェイ Mk.4（後に、ブルー・ヴェスタと改称）として、ソ連の超音速爆撃機に対抗するロケット推進要撃機の武装として、再び進められた。軍用仕様 F.124T はキャンセルされたが、ブルー・ジェイ Mk.4 の開発は続けられ、1964年にレッドトップ ミサイルとして実戦配備された。レッドトップはファイアストリークを置き換える予定であったが、ファイアストリークを装備するとライトニングの空力性能が向上したため、ライトニングが1988年に引退するまで、一部現役にあった。
レッドトップはファイアストリークより高速でまた射程も長く、さらに超音速で飛行する標的に対して前方向から追尾可能であった。ファイアストリークとレッドトップの重要な差異の一つは、使用された電子技術である。ファイアストリークの電子装置は真空管を使用しており、真空管のフィラメントが発する熱を冷却するための冷却パイプが必要であった。このため、ファイアストリークミサイルは、地上ではフロンで、飛行中は母機のポンプを使ってアンモニアで冷却された。レッドトップミサイルではトランジスタが使われ、むしろ加熱が必要であった。

## 採用組織
クウェート
- クウェート空軍

 サウジアラビア
- サウジアラビア空軍

 イギリス
- イギリス空軍
- イギリス海軍艦隊航空隊

### 出版物
- Gibson, Chris; Buttler, Tony (2007), British Secret Projects: Hypersonics, Ramjets and Missiles, Midland Publishing, pp. 33–35, ISBN 978-1857802580